# Château de Bragance

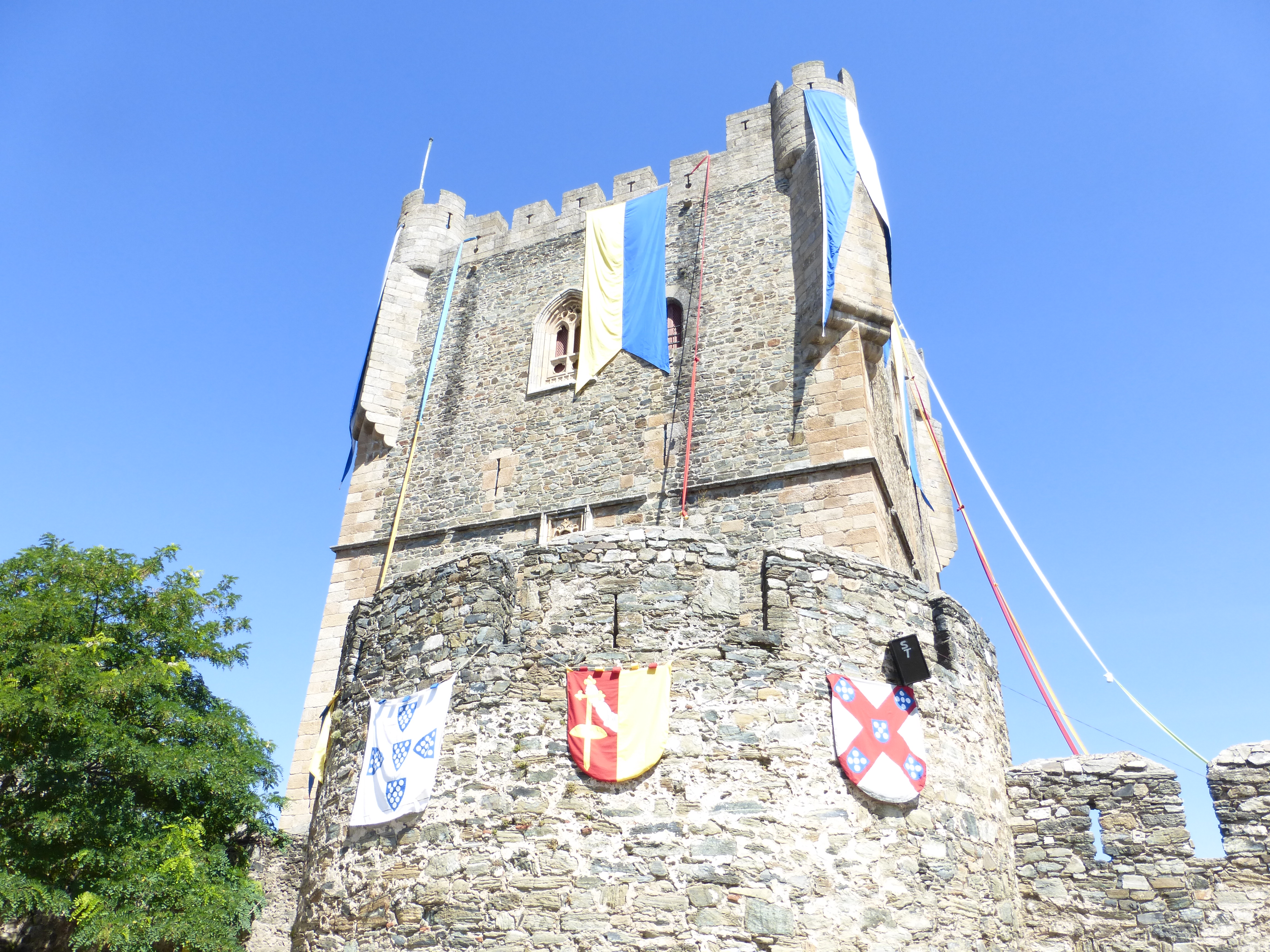
La tour de Menagem décorée de blasons et d'oriflammes lors d'une fête médiévale le 17 août 2014.

Le château de Bragance se trouve dans la freguesia de Santa Maria, dans le centre historique de la ville, conseil et district de Bragance, au Portugal.
Dans la région du Haut Trás-os-Montes, région du nord-est du pays, et à la marge du rio Fervença, ce château est un des plus importants et des mieux conservés du Portugal.